# Grottaglie
Grottaglie – miejscowość i gmina we Włoszech, w regionie Apulia, w prowincji Tarent.
Według danych na rok 2004 gminę zamieszkiwało 31 208 osób, 309 os./km².